# Parco Ela
Il parco Ela (in romancio Parc Ela) è il più grande parco naturale regionale della Svizzera e si trova nella regione Albula, nel Cantone dei Grigioni.
Copre un'area di circa 600 chilometri quadrati, un terzo dei quali sono costituiti da habitat specifici, come le zone umide, praterie secche e boscaglia alpina.
Nel parco si trova un ricco patrimonio culturale, la zona era già battuta nell'età del bronzo grazie ai passi dell'Albula e del Giulia, in seguito nel medioevo furono costruiti una moltitudine di castelli, chiese romaniche e barocche.

## Storia
Il progetto del parco è stato avviato nel 2000 dall'associazione regionale Mittelbünden con la partecipazione della Confederazione elvetica, del Cantone dei Grigioni e di Pro Natura.
Tra gennaio e aprile dell'anno 2005, ventun comuni del Cantone dei Grigioni centrale si espressero con un referendum a favore dell'istituzione di una riserva naturale.
Il 27 agosto 2005 il Parco Ela venne inaugurato a Tiefencastel.

## Territorio
Il parco occupa la regione chiamata Mittelbünden e comprende il territorio dei seguenti comuni: Albula, Bergün Filisur, Surses, Lantsch, Schmitten e Davos (frazione di Wiesen).

## Attrazioni

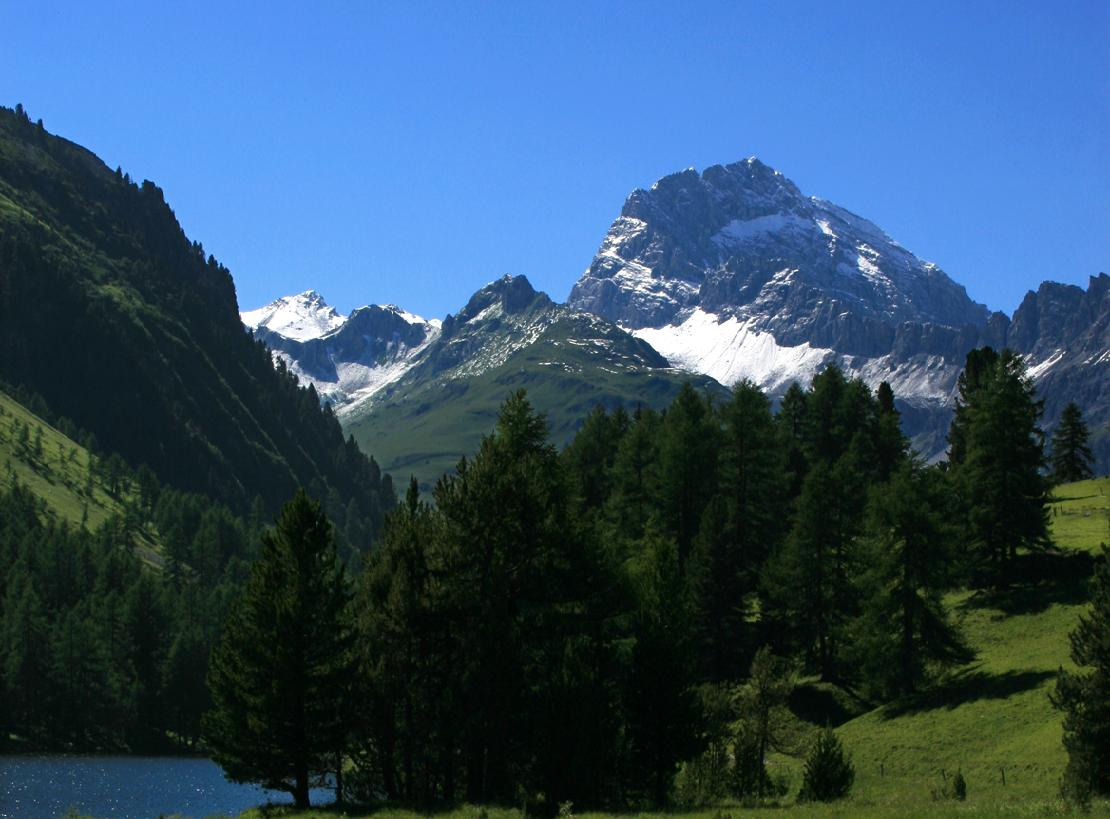
Piz Ela

### Crap Furò
Il Crap Furò, che in lingua romancia vuole dire Pietra forata, è uno sperone di roccia alto 60 metri, una faglia lo divide per tutta la lunghezza creando nella parte alta un foro di 2 metri di diametro. Le intemperie lo hanno plasmato per millenni dandogli l'aspetto odierno.
Inoltre questa roccia viene considerata il centro del Cantone dei Grigioni

### Orme preistoriche
In questo parco vi sono impronte di dinosauri impresse nella roccia del Tinzenhorn e del Piz Ela.

### Idrologia
Dentro i confini del Parco Ela si trovano le sorgenti dell'Inn, Mera e del Giulia.

### Cultura
I primi insediamenti si possono datare prima dell'età del bronzo. Successivamente i romani lasciarono una grossa impronta su questa regione attraversata da importanti strade dei valichi alpini.
Nel Medioevo furono edificati diversi castelli e fortezze, tra cui i più degni di nota sono il Castello Belfort e il castello Rätia Ampla. Oltre a questo vi sono parecchie chiese romaniche e gotiche degne di nota
Su questo territorio passa il Bernina Express che è stato nominato Patrimonio dell'umanità dall'UNESCO come esempio di gestione tecnicamente avanzata del paesaggio di alta montagna e come una delle ferrovie a scartamento ridotto più spettacolari del mondo.